# Catedral copta de San Marcos
La Catedral Ortodoxa Copta de San Marcos está considerada como la catedral más importante de Egipto y es la sede del Patriarca de Alejandría, cabeza de la Iglesia Ortodoxa Copta en la actualidad. Se encuentra ubicada en el distrito de Abbaseya o Abbassia, en El Cairo, la capital de Egipto. Por esta razón, muchas veces es llamada la "Catedral de Abbassia". La Catedral de San Marcos fue hasta 2019 la catedral más grande de África y de Oriente Medio, actualmente lo es la Catedral de la Natividad situada también en la capital egipcia.

## Historia
Históricamente, el lugar donde se encuentra la catedral ha sido utilizado durante siglos como cementerio por los coptos. En este lugar estuvo la histórica Iglesia de Anba Rouis.
Durante el siglo XII hubo en la zona hasta diez iglesias coptas, pero durante el reinado de Qalawun, el 18 de febrero de 1280, las iglesias fueron destruidas por los perseguidores de los coptos. Dos iglesias fueron construidas posteriormente en la zona bajo el dominio del hijo de Qalawun.
La actual Catedral de San Marcos fue construida en 1968 y fue inaugurada el 25 de junio de ese año por el presidente Gamal Abdel Nasser, el emperador de Abisinia Haile Selassie y el líder de la Iglesia Copta Cirilo VI.
La catedral, de tamaño considerable, contiene siete iglesias, incluyendo la Iglesia de Anba Rouis. La catedral representa el rápido desarrollo de la arquitectura copta, el famoso ingeniero civil copto Michel Bakhoum contribuyó en su diseño estructural. La catedral ortodoxa copta de San Marcos tiene capacidad para 5.000 fieles, por lo que fue hasta 2019 (tras la inauguración de la nueva Catedral de la Natividad) la catedral más grande de África y del Oriente Medio, pues la Basílica de Nuestra Señora de la Paz de Yamusukro, en Costa de Marfil no es una catedral.

## Reliquias de San Marcos
Antes de la finalización de la catedral, el papa católico de la época, Pablo VI, devolvió parte de las reliquias de San Marcos el Evangelista, que fueron sacadas de Egipto en el año 828 y trasladadas a Venecia, en Italia.
Tras su entrega, estas reliquias fueron trasladadas a la catedral copta de San Marcos, donde se colocaron en un altar especialmente construido y decorado con iconos coptos, lugar donde aún permanecen y son veneradas. En la Catedral de San Marcos también se veneran parte de las reliquias de San Atanasio, patriarca de Alejandría.

## Sede del Papa copto
La Catedral Ortodoxa Copta de San Marcos es la sede del pontífice copto y Patriarca de Alejandría, aunque ha habido otras sedes anteriores:
- Catedral Copta de San Marcos en Alejandría (sede histórica del Papa Copto).
- Catedral Copta de San Marcos en el barrio de Azbakeya, El Cairo (sede entre 1800 a 1971).
- Catedral Copta de San Marcos en el barrio de Abbassia, El Cairo (sede actual del Papa Copto).

## Efemérides y otros datos
- El 14 de noviembre de 1971, tuvo lugar la primera coronación de un papa copto en esta catedral, Su Santidad el Papa Shenouda III.
- Entre el 18 y 19 de marzo de 2012, fue velado el cuerpo del papa Shenouda III, sus restos reposaron en el trono ceremonial de San Marcos, ataviado con una vestimenta sacerdotal de oro y rojo, una mitra dorada en su cabeza y un báculo de oro en su mano. El 20 de marzo tuvo lugar el funeral del patriarca y su posterior entierro en el Monasterio de San Bishoy, en el desierto de Wadi Al Natrum.
- El 4 de noviembre de 2012 tuvo lugar la elección de Tawadros II (obispo de Beheira, en el delta del Nilo) como papa número 118 de la Iglesia copta. Este día también coincidió con su 60.º cumpleaños. Por su parte, fue coronado como papa copto el 18 de noviembre de ese año en la Catedral de San Marcos.[1]
- El domingo 7 de abril de 2013 tuvo lugar un asalto a la Catedral de San Marcos perpetrado por islamistas radicales durante un funeral de cuatro cristianos coptos asesinados dos días antes en Al-Khosous.[2]
- El domingo 11 de diciembre de 2016, el complejo catedralicio sufrió un atentado con bomba. El suceso tuvo lugar en la Iglesia de San Pedro y San Pablo, contigua a la catedral. El artefacto explosivo estalló en la sección femenina del templo y estaba formado por 12 kilos de TNT. En el atentado murieron 25 personas. La catedral en sí no sufrió daños.[3]

## Galería fotográfica

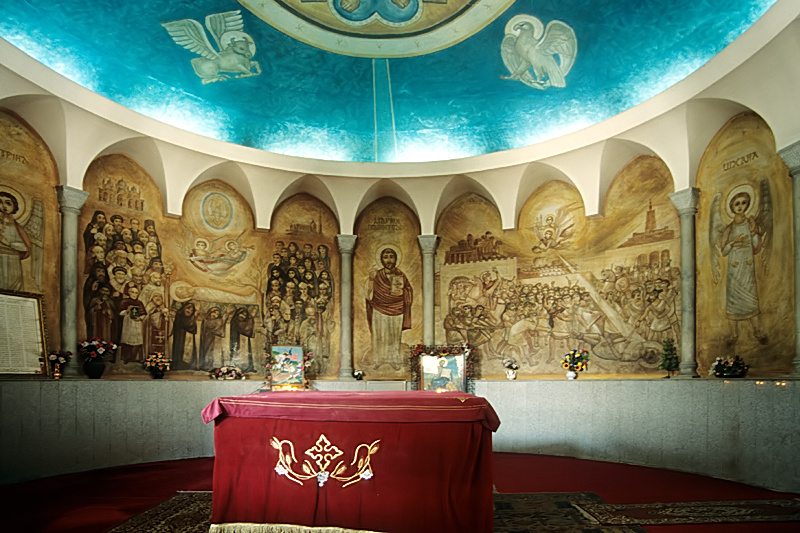
Reliquias de San Marcos Evangelista.
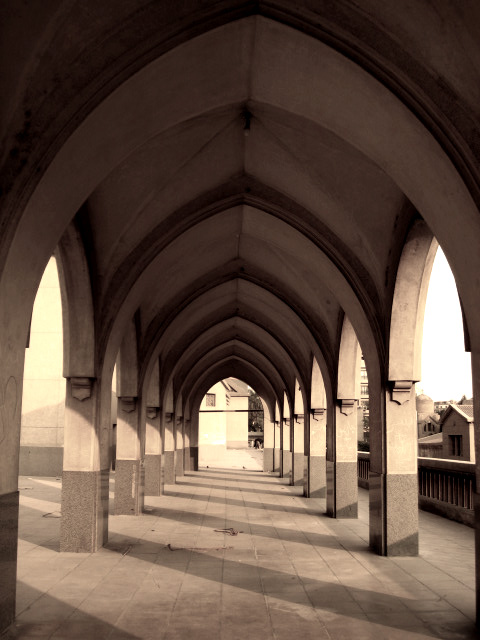
Claustro de la catedral.
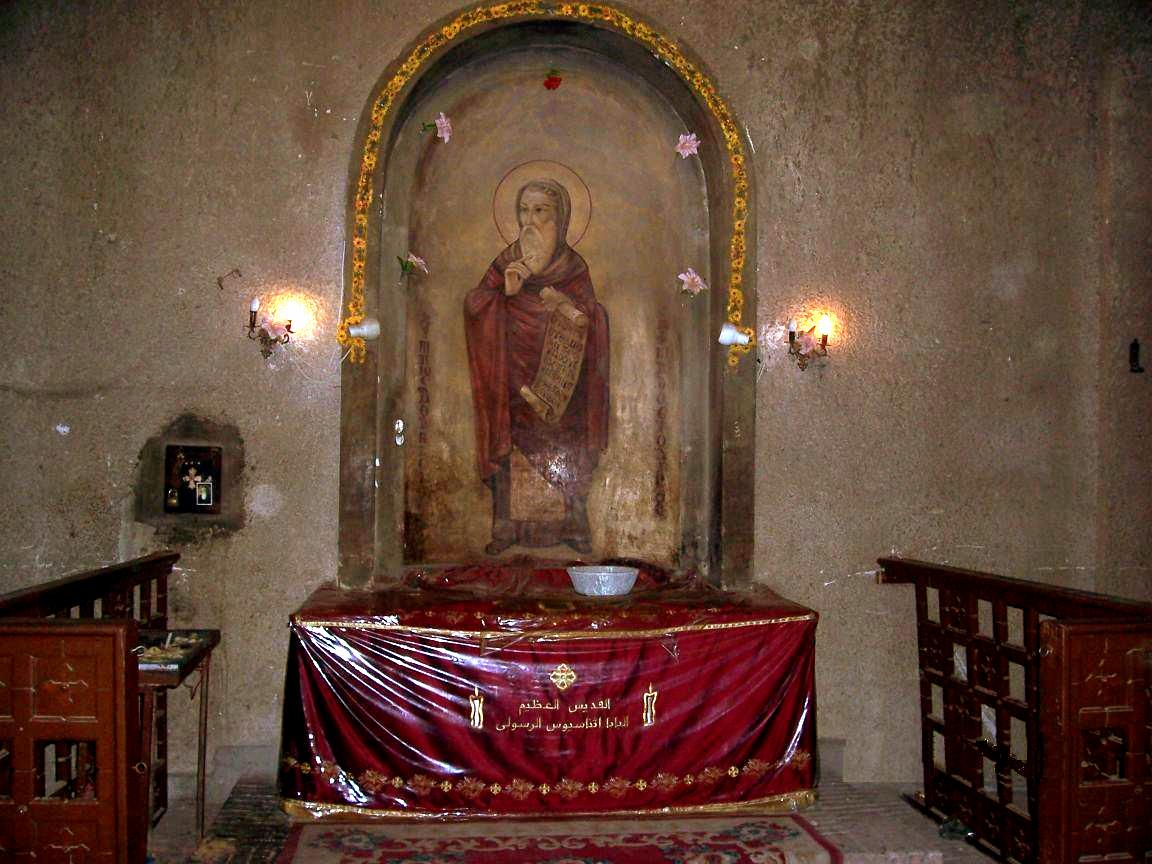
Reliquias de San Atanasio de Alejandría.